# La Ferrière-sur-Risle
Pour les articles homonymes, voir La Ferrière.
La Ferrière-sur-Risle est une commune française située dans le département de l'Eure en région Normandie.

## Géographie

### Localisation
Le territoire de la commune occupe 24 ha, c'est le 5e plus petit territoire communal de France, et le plus petit de Normandie.
Village du pays d'Ouche.
| Mesnil-en-Ouche (comm. dél. d'Ajou) | La Houssaye           |                        |
| Mesnil-en-Ouche (comm. dél. d'Ajou) | La Ferrière-sur-Risle | Sébécourt Le Fidelaire |
| Mesnil-en-Ouche (comm. dél. d'Ajou) | Champignolles         |                        |

### Sismicité
La commune se situe dans une zone de sismicité très faible.

### Hydrographie
La commune est située dans le bassin Seine-Normandie. Elle est drainée par la Risle,.
La Risle, d'une longueur de 145 km, prend sa source dans la commune de Planches, au niveau des collines du Perche dans le département de l'Orne (altitude 275 m), constitue la limite ouest de la commune et se jette  dans la Seine à Berville-sur-Mer, après avoir traversé 52 communes.

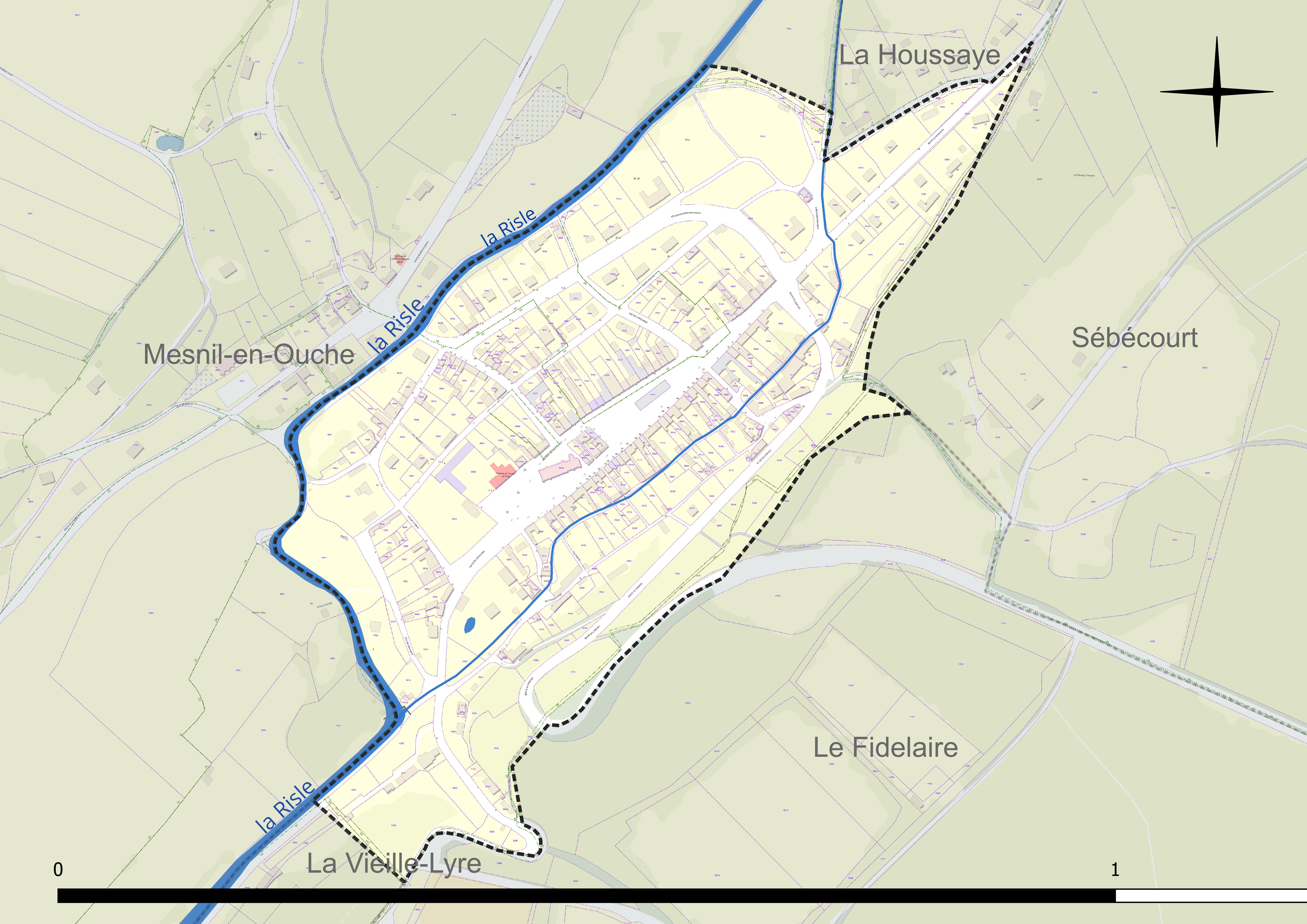
Réseau hydrographique de la Ferrière-sur-Risle.

### Climat
Pour des articles plus généraux, voir Climat de la Normandie et Climat de l'Eure.
En 2010, le climat de la commune est de type climat océanique dégradé des plaines du Centre et du Nord, selon une étude du CNRS s'appuyant sur une série de données couvrant la période 1971-2000. En 2020, Météo-France publie une typologie des climats de la France métropolitaine dans laquelle la commune est exposée à un climat océanique et est dans la région climatique  Côtes de la Manche orientale, caractérisée par un faible ensoleillement (1 550 h/an) ; forte humidité de l’air (plus de 20 h/jour avec humidité relative > 80 % en hiver), vents forts fréquents. Parallèlement le GIEC normand, un groupe régional d’experts sur le climat, différencie quant à lui, dans une étude de 2020, trois grands types de climats pour la région Normandie, nuancés à une échelle plus fine par les facteurs géographiques locaux. La commune est, selon ce zonage, exposée à un « climat des plateaux abrités », correspondant aux plaines agricoles de l’Eure, avec une pluviométrie beaucoup plus faible que dans la plaine de Caen en raison du double effet d’abri provoqué par les collines du Bocage normand et par celles qui s’étendent sur un axe du Pays d'Auge au Perche.
Pour la période 1971-2000, la température annuelle moyenne est de 10,2 °C, avec  une amplitude thermique annuelle de 13,7 °C. Le cumul annuel moyen de précipitations est de 716 mm, avec 11,8 jours de précipitations en janvier et 8,4 jours en juillet. Pour la période 1991-2020, la température moyenne annuelle observée sur la station météorologique la plus proche, située sur la commune des Bottereaux à 14 km à vol d'oiseau, est de 10,8 °C et le cumul annuel moyen de précipitations est de 736,5 mm,. Pour l'avenir, les paramètres climatiques de la commune estimés pour 2050 selon différents scénarios d’émission de gaz à effet de serre sont consultables sur un site dédié publié par Météo-France en novembre 2022.

### Voies de communications et transports

#### Transports en commun
- Des transports scolaires desservent les établissements scolaires de l'ensemble des communes du pays de Verneuil[15]

## Urbanisme

### Typologie
Au 1er janvier 2024, La Ferrière-sur-Risle est catégorisée commune rurale à habitat dispersé, selon la nouvelle grille communale de densité à 7 niveaux définie par l'Insee en 2022.
Elle est située hors unité urbaine et hors attraction des villes,.

### Occupation des sols
L'occupation des sols de la commune, telle qu'elle ressort de la base de données européenne d’occupation biophysique des sols Corine Land Cover (CLC), est marquée par l'importance des territoires agricoles (79,2 % en 2018), une proportion identique à celle de 1990 (79,2 %). La répartition détaillée en 2018 est la suivante : 
zones agricoles hétérogènes (78,7 %), forêts (20,8 %), terres arables (0,4 %). L'évolution de l’occupation des sols de la commune et de ses infrastructures peut être observée sur les différentes représentations cartographiques du territoire : la carte de Cassini (XVIIIe siècle), la carte d'état-major (1820-1866) et les cartes ou photos aériennes de l'IGN pour la période actuelle (1950 à aujourd'hui).

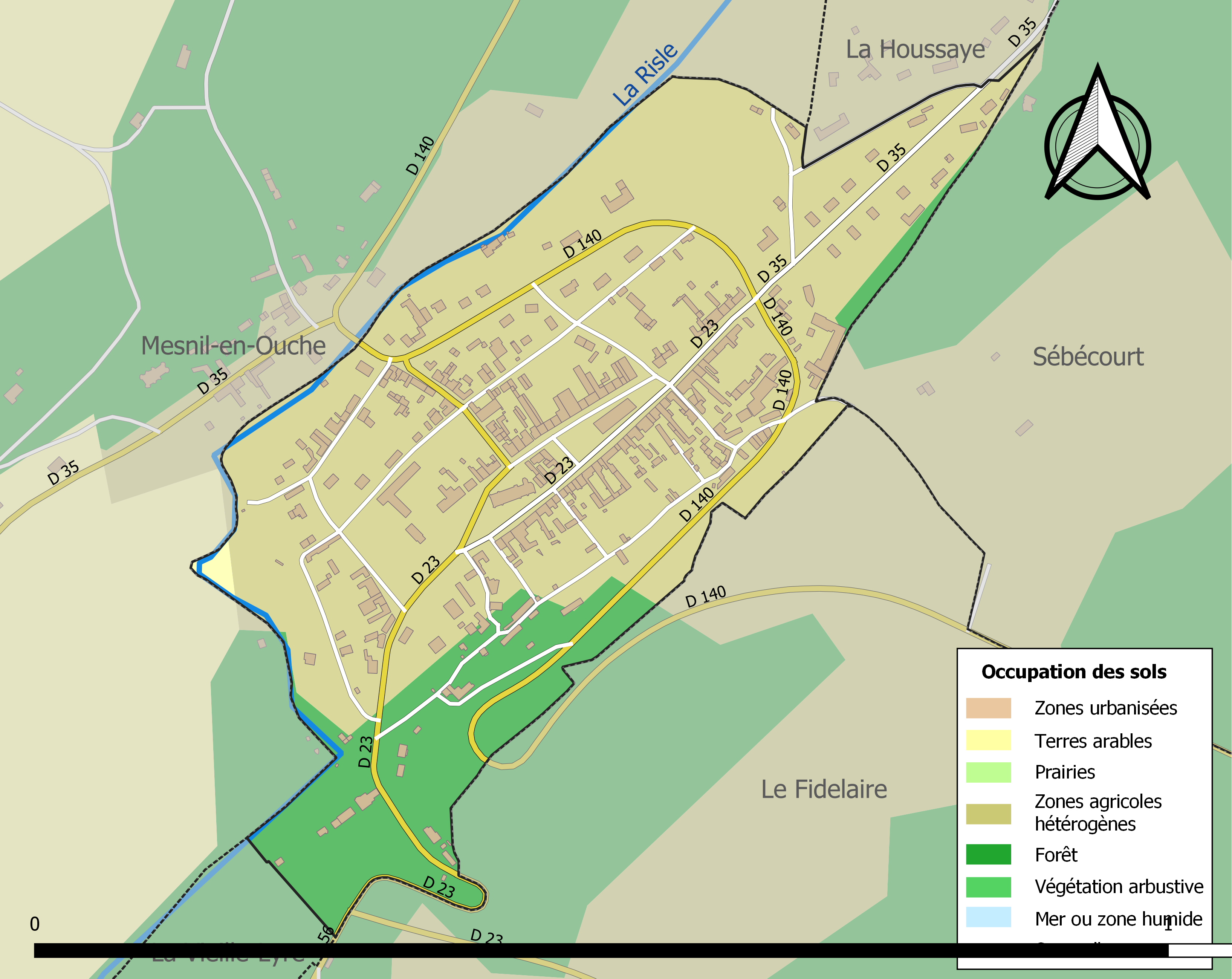
Carte des infrastructures et de l'occupation des sols de la commune en 2018 (CLC).

### Intercommunalité
La communauté de communes du pays de Conches est une communauté de communes française qui regroupe 27 communes autour de Conches-en-Ouche.

### L'assainissement collectif et non collectif
- Service communauté de communes du pays de Conches / assainissement collectif[21].
- Service communauté de communes du pays de Conches / assainissement non collectif (ANC)[22].

## Toponymie
Le nom de la localité est attesté sous les formes Fereriæ vers l'an 1000 (dotalit. de Judith), Novæ Ferrariæ en 1136 (Orderic Vital), Ferrariæ vers 1210 (charte de Raoul de Montgommery), La Ferière en 1562.
Ce toponyme signifie « lieu d'extraction du minerai de fer ». Il s'agit d'un toponyme médiéval. Les époques gauloises sont représentées par Cernay et gallo-romaines par Cernières, autres communes du pays d'Ouche.

Mentionné plus tard que les autres Ferrières (-Haut-Clocher et -Saint-Hilaire) du pays d'Ouche, il n'est pas étonnant de trouver l'article défini.

Le qualificatif -sur-Risle sert à éviter la confusion avec les deux autres communes.

La Risle est une rivière de Normandie, longue de 145 kilomètres, qui s'écoule dans les départements de l'Orne et de l'Eure

## Histoire
L'activité économique était liée en partie à l'industrie du fer et elle a permis un développement de ses infrastructures telle que la halle, qui montre l'importance d'un ancien marché, ou bien les dimensions de l'église, qui abrite entre autres, le plus beau retable de l'Eure.
La Charité de La Ferrière-sur-Risle a été fondée le 23 avril 1484.
La noblesse organisait de grands festins sous la halle qui servait aussi de lieu d'échange ou de divertissement.
La cure de la Ferrière s'est vu présenter ses curés par des personnages illustres :
- l'abbé Félix de Courteuve, le 2 juin 1528, par François 1er,
- l'abbé Matthieu Desfribes, le 4 septembre 1559 par Henri II,
- l'abbé Nicolas Leblanc, proposé le 5 avril 1572 par le François de France (1555-1584), duc d'Alençon et d'Évreux,
- l'abbé Pierre de la Noé, le 16 avril 1587, par Henri III, roi de France.

La commune est bombardée le 17 août 1944.

## Politique et administration
| Période                                  | Période    | Identité            | Étiquette | Qualité  |
| ---------------------------------------- | ---------- | ------------------- | --------- | -------- |
| 1917                                     |            | Gaston Roussel      |           |          |
| 1938                                     |            | Rodolphe Delanoë    |           |          |
| 1995                                     | 7 mai 2013 | Jean-Jacques Hubert |           |          |
| 2013                                     | En cours   | Joël Rioult         | DVD       | Retraité |
| Les données manquantes sont à compléter. |            |                     |           |          |

### Budget et fiscalité 2015
En 2015, le budget de la commune était constitué ainsi :
- total des produits de fonctionnement : 179 000 €, soit 726 € par habitant ;
- total des charges de fonctionnement : 185 000 €, soit 748 € par habitant ;
- total des ressources d’investissement : 137 000 €, soit 555 € par habitant ;
- total des emplois d’investissement : 111 000 €, soit 448 € par habitant.
- endettement : 179 000 €, soit 726 € par habitant.

Avec les taux de fiscalité suivants :
- taxe d’habitation : 9,20 % ;
- taxe foncière sur les propriétés bâties : 9,83 % ;
- taxe foncière sur les propriétés non bâties : 30,08 % ;
- taxe additionnelle à la taxe foncière sur les propriétés non bâties : 46,33 % ;
- cotisation foncière des entreprises : 11,39 %.

### Entreprises et commerces

#### Tourisme et animations
La pratique du canoë-kayak est importante sur la Risle.
Les potentialités en matière de tourisme lié aux techniques industrielles passées et présentes sont significatives. L'Espace culturel des Tanneries en est un bon exemple.
Le riche patrimoine architectural, mobilier et naturel de la commune est un atout touristique certain.

#### Commerces et services
La Poste (entreprise française) et quelques commerces de proximité sont présents sur la commune, dans les domaines de l'alimentaire, garage, coiffure, antiquités, brocante, parcs et jardins, taxis...

### Enseignement
La commune dispose d'une école publique maternelle et élémentaire. Les collèges et lycées sont desservis par cars dans les autres communes.
- École publique maternelle et élémentaire[32],
- Les collèges des environs : La Barre-en-Ouche, Broglie, Beaumont-le-Roger, Conches-en-Ouche, Breteuil[33],
- Les lycées des environs : Bernay, Le Neubourg.

### Santé
Services sur la commune
- Cabinet d'infirmières inauguré le 30 juin 2017 dans un nouveau local face aux halles,
- Pharmacie,
- Sophrologue, psychologue du travail.

Services dans les communes voisines
- les médecins se trouvent sur des communes voisines[35],[36] : La Houssaye, Sebecourt, Le Fidelaire.

## Démographie
L'évolution du nombre d'habitants est connue à travers les recensements de la population effectués dans la commune depuis 1793. Pour les communes de moins de 10 000 habitants, une enquête de recensement portant sur toute la population est réalisée tous les cinq ans, les populations de référence des années intermédiaires étant quant à elles estimées par interpolation ou extrapolation. Pour la commune, le premier recensement exhaustif entrant dans le cadre du nouveau dispositif a été réalisé en 2007.

En 2022, la commune comptait 201 habitants, en évolution de −10,27 % par rapport à 2016 (Eure : −0,25 %, France hors Mayotte : +2,11 %).
| 1793 | 1800 | 1806 | 1821 | 1831 | 1836 | 1841 | 1846 | 1851 |
| ---- | ---- | ---- | ---- | ---- | ---- | ---- | ---- | ---- |
| 474  | 437  | 455  | 496  | 604  | 572  | 590  | 513  | 529  |

| 1856 | 1861 | 1866 | 1872 | 1876 | 1881 | 1886 | 1891 | 1896 |
| ---- | ---- | ---- | ---- | ---- | ---- | ---- | ---- | ---- |
| 530  | 514  | 458  | 392  | 365  | 406  | 402  | 401  | 391  |

| 1901 | 1906 | 1911 | 1921 | 1926 | 1931 | 1936 | 1946 | 1954 |
| ---- | ---- | ---- | ---- | ---- | ---- | ---- | ---- | ---- |
| 362  | 361  | 363  | 348  | 318  | 316  | 298  | 286  | 315  |

| 1962 | 1968 | 1975 | 1982 | 1990 | 1999 | 2006 | 2007 | 2012 |
| ---- | ---- | ---- | ---- | ---- | ---- | ---- | ---- | ---- |
| 360  | 385  | 336  | 309  | 241  | 247  | 274  | 278  | 244  |

| 2017 | 2022 | - | - | - | - | - | - | - |
| ---- | ---- | - | - | - | - | - | - | - |
| 221  | 201  | - | - | - | - | - | - | - |

## Culture locale et patrimoine

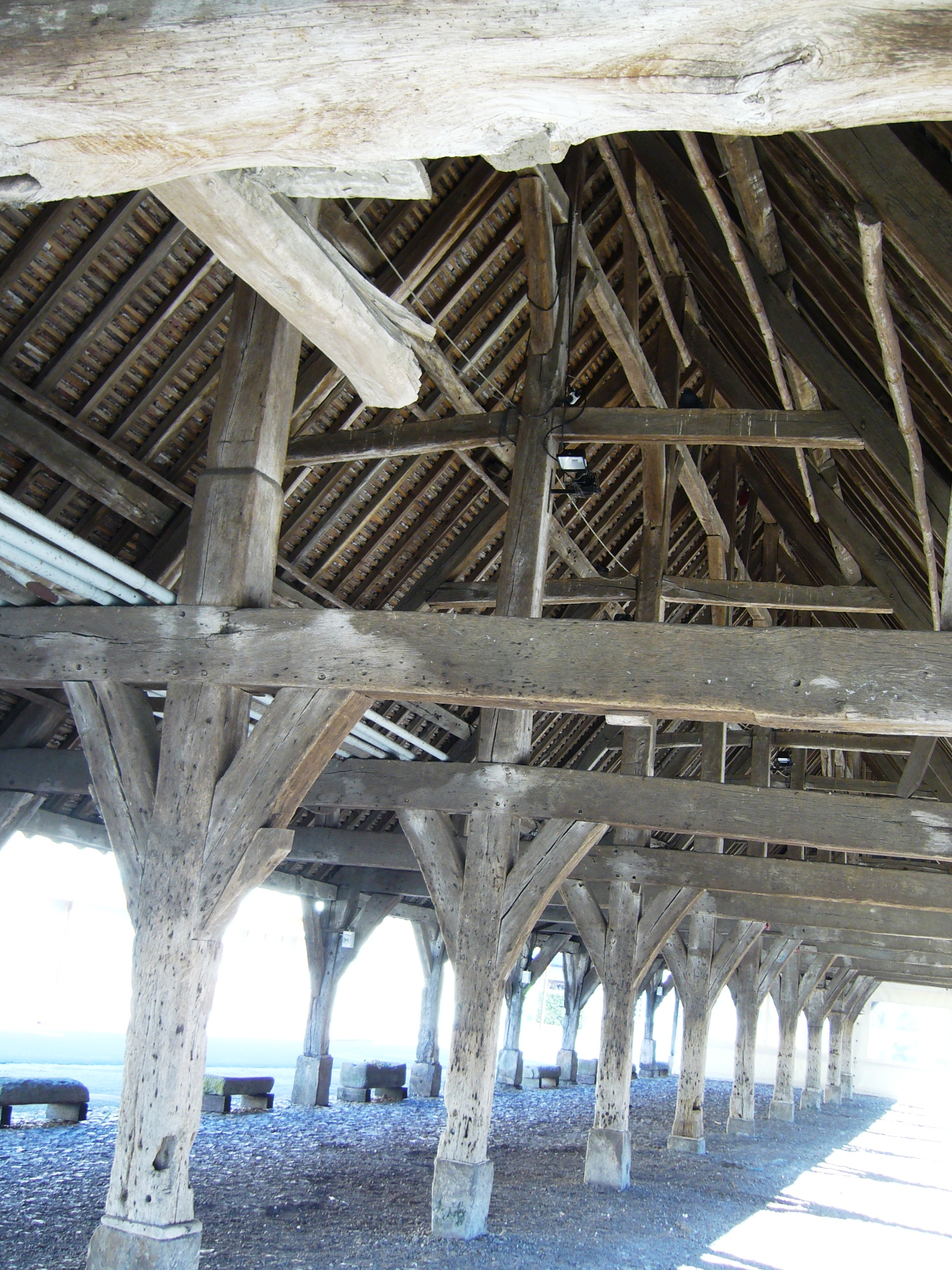
Détail de la charpente des halles médiévales.

### Lieux et monuments
La Ferrière-sur-Risle compte trois édifices inscrits au titre des monuments historiques :
- L'église Saint-Georges (XIIIe),  Classée MH (1913)[41], de styles roman et gothique.

Elle abrite divers objets mobiliers dont certains sont classés à titre objets monuments historiques : un retable comportant trois statues : Vierge à l'Enfant, Saint Georges et Saint Blaise; un groupe sculpté : Vierge de Pitié; une statue de saint Michel et une autre Vierge à l'Enfant;
La cloche de 1703 est classée au titre des objets mobiliers ; fondeur : Jehan Aubert de Lisieux, bénite par Godefroy-Maurice de La Tour d'Auvergne
Une verrière souvenir en mémoire de M. Lebarde curé de la paroisse (1935-1959) due à François Décorchemont.
- Monuments commémoratifs :

Le monument aux morts ;
Plaques commémoratives dans l'église, sur la façade  de la mairie et sur le tablier droit du pont qui franchit la Risle.
- La halle (XIVe)  Inscrite MH (1926)[52].

Longues de 55 mètres lors de leur construction, les halles furent réduites à 35 mètres en 1865. En effet, le conseil municipal avait jugé l'édifice trop grand pour les besoins des marchés et des foires. De plus, il posait des problèmes de circulation au centre du village. Jusqu'en 1930, le deuxième jour de novembre, s'y tenait un marché aux pommes. Aujourd'hui, chaque troisième dimanche du mois, les halles accueillent un marché de brocanteurs et d'antiquaires.
- La Vieille Forge[54].
- Les anciennes tanneries[29].
- Une maison du XVIe siècle  Inscrite MH (1926)[55], à l'angle de la rue Jean-Pothin ou de la rue de l'Abreuvoir et de la Rue Grande (côté halle).

À noter, par ailleurs, que :
- le village possède un ensemble de maisons à colombages d'époques diverses et typiques de la région ;
- certains extérieurs du film La Cuisine au beurre ont été tournés à La Ferrière-sur-Risle.

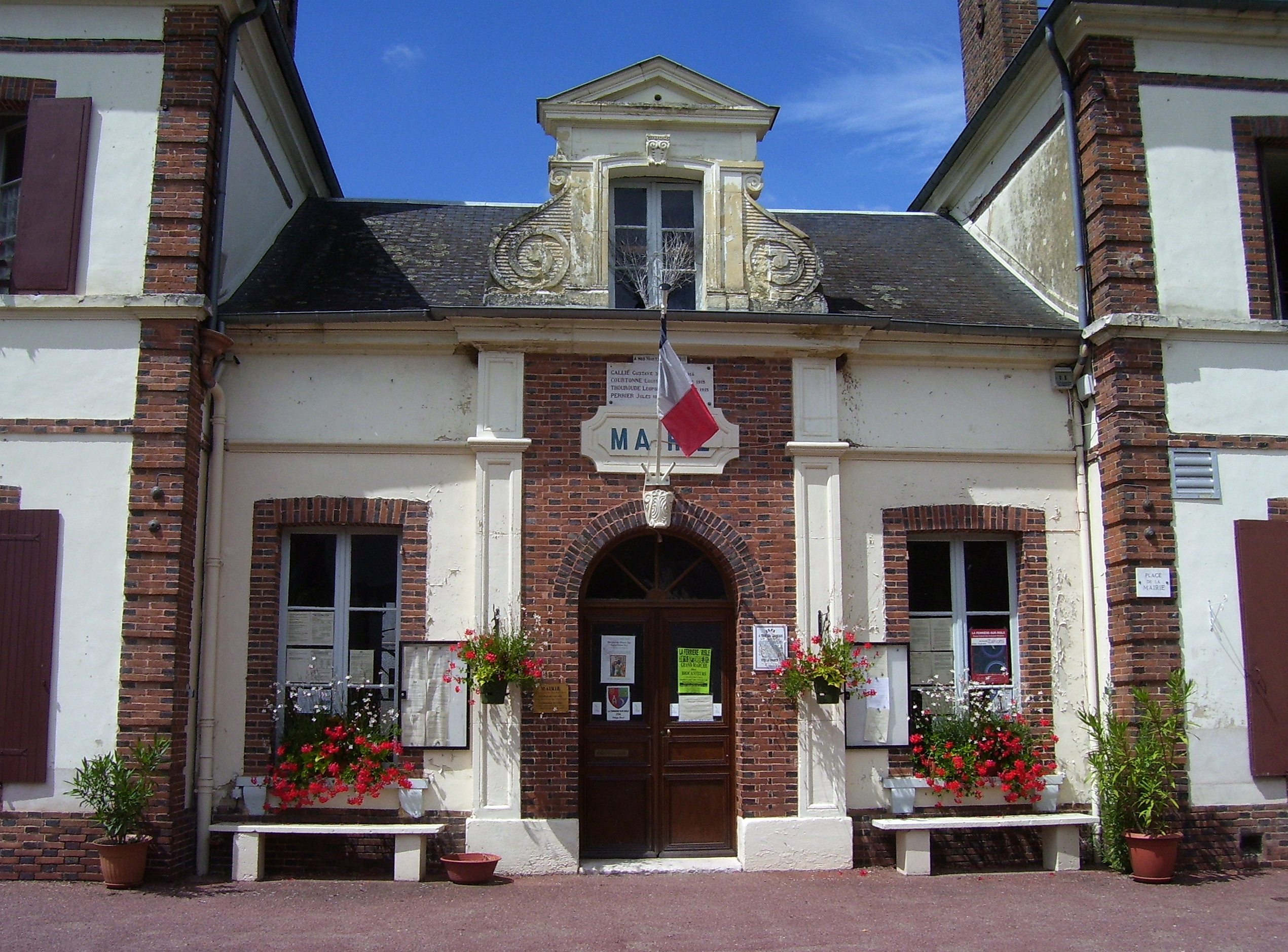
La mairie.
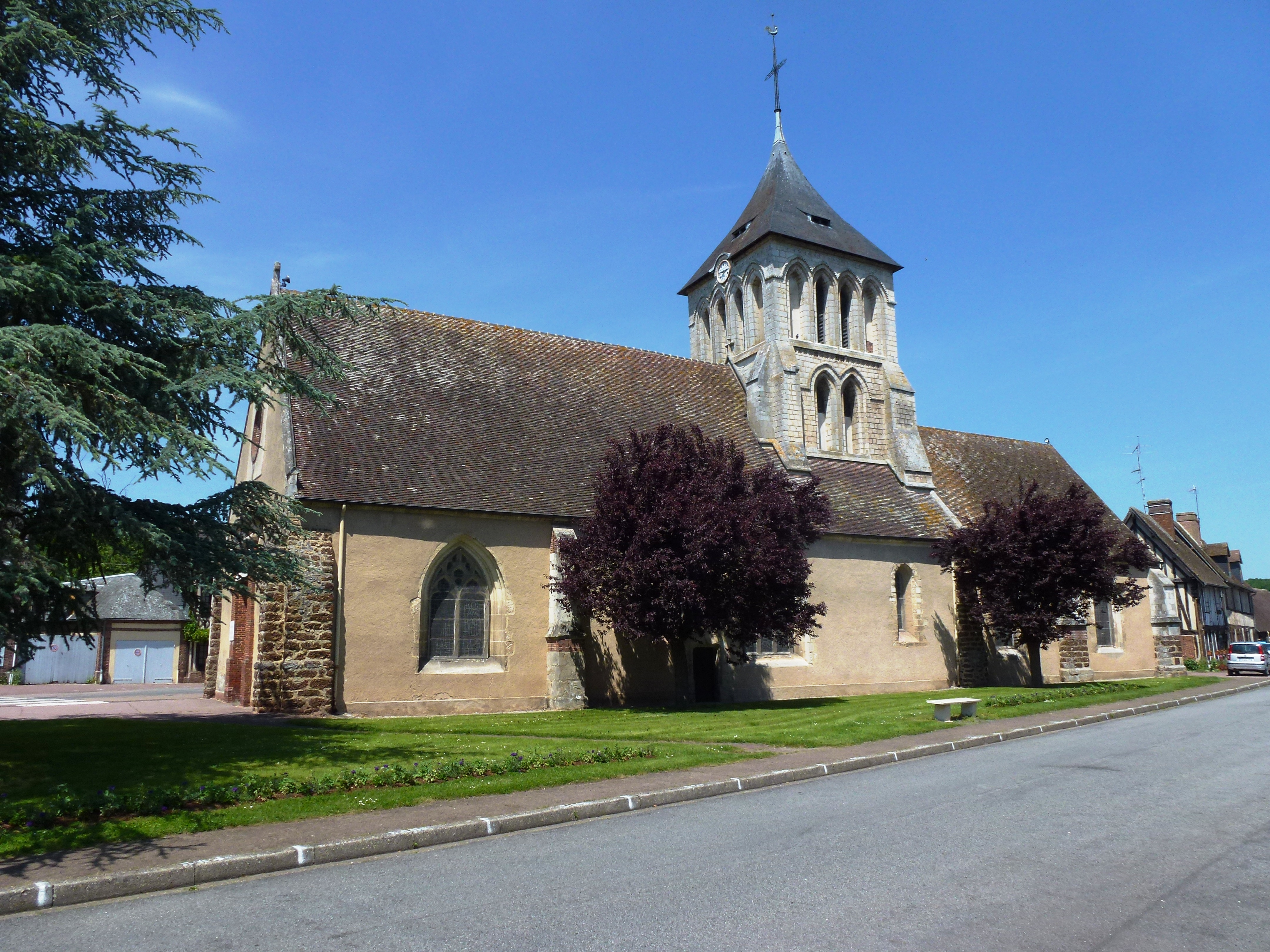
L'église Saint-Georges.
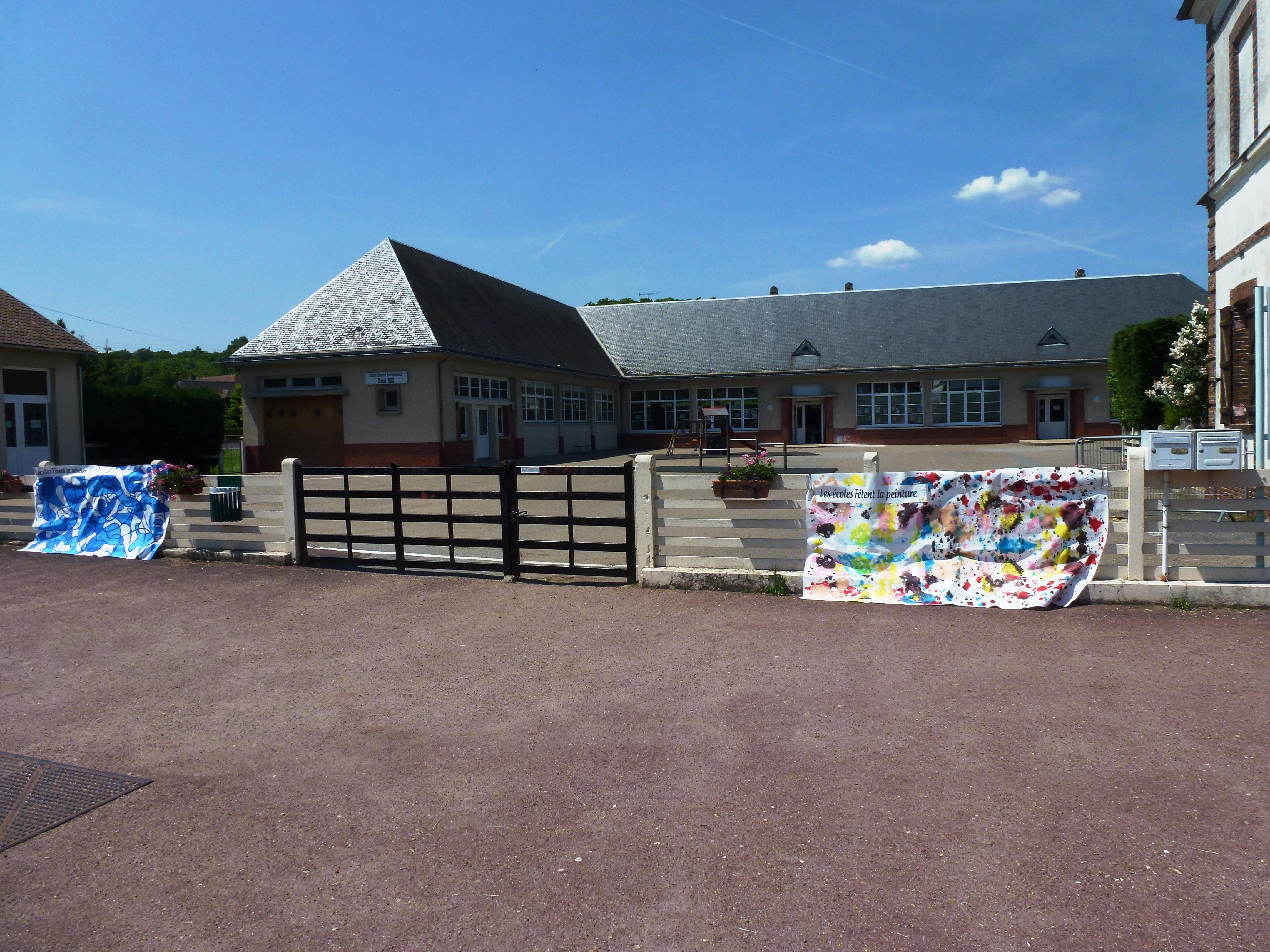
L'école.
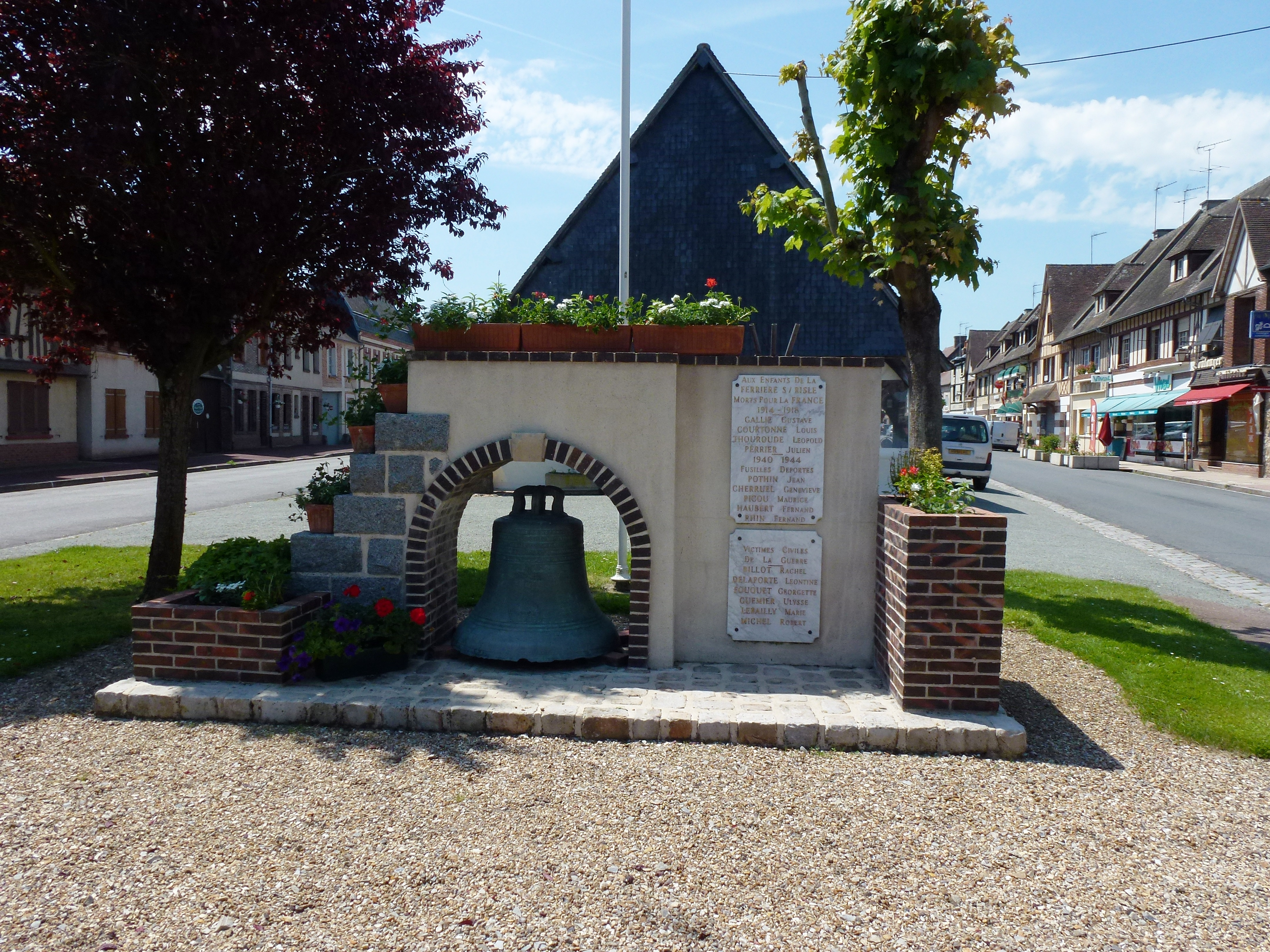
Le monument aux morts.

### Patrimoine naturel

#### Natura 2000
- Risle, Guiel, Charentonne[56].

#### ZNIEFF de type 2
- La vallée de la Risle de la Ferrière-sur-Risle à Brionne, la forêt de Beaumont, la basse vallée de la Charentonne[57].

### Héraldique
|  | Les armoiries de La Ferrière-sur-Risle se blasonnent ainsi, : Parti : au 1) de gueules à l'écusson du même aux deux léopards d'or passant l'un sur l'autre et à la filière du même, an chef à dextre et au haut fourneau d'argent maçonné de sable, la bouche ouverte du même sur un charbon incandescent du champ enflammé aussi d'or, en pointe à senestre, au 2) coupé au I de sinople au cor d'or et au II d'azur à la truite d'argent, courbée en pal, tête et queue à dextre. Création Henry Fonquernie et André Franchet. Adopté en décembre 2008. Les deux léopards d'or des armoiries de La Ferrière-sur-Risle rappellent les armoiries de la Normandie. |